# ハンス・ラウター
ハンス・アルビン・ラウター（ドイツ語: Hanns Albin Rauter, 1895年2月4日 - 1949年3月25日）は、ナチス・ドイツの親衛隊の将軍。第二次世界大戦中にドイツ軍に占領されていたオランダの親衛隊及び警察高級指導者を務めた。最終階級は親衛隊大将、武装親衛隊大将及び警察大将。

## 略歴

### ナチ党入党前
1895年、オーストリア＝ハンガリー帝国のクラーゲンフルトに生まれた。1914年にオーストリア陸軍に入隊。第一次世界大戦では山岳部隊の中隊長の副官を務めた。1915年に負傷をして戦線から離脱。負傷が激しかったため、結局大戦の終結まで戦場に復帰はできなかった。1918年7月に予備役中尉に昇進している。
戦後の1919年から1921年にかけてズデーテンラントで義勇軍（フライコール）の活動に参加した。その後、オーストリア護国団傘下のシュタイアマルク防衛本部の活動に参加し、その主要なリーダーの一人になっていった。

### ナチ党入党後
1927年にラウターはアドルフ・ヒトラーと初めて会談し、防衛本部の活動への支援を取り付けた。1933年国家社会主義ドイツ労働者党（ナチ党）がドイツで政権を掌握するとオーストリアを出国、ナチ党へ入党すると共に突撃隊に在籍し大佐まで昇進した。
1935年2月20日にラウターは親衛隊へ移籍し、親衛隊上級大佐の階級が与えられた。はじめ親衛隊全国指導者ハインリヒ・ヒムラーの側近くに特務将校として仕えた。1936年4月初めに一時親衛隊本部で勤務したが、まもなくヒムラーの副官に戻された。1938年11月までヒムラーの側に仕えた。その後、地方の勤務となり、親衛隊地区「南東」（本部ブレスラウ）に配属された。

### オランダ親衛隊及び警察指導者
第二次大戦中、ドイツ軍がオランダを占領した後の1940年6月26日、親衛隊少将の時に「北西」親衛隊及び警察高級指導者、および親衛隊上級地区「北西」指導者に任じられた（本部デン・ハーグ）。これはオランダに進駐する親衛隊と警察を指揮する役職であった。以降ドイツの敗戦までこの地位を維持し、オランダの占領政策を遂行した。
国家弁務官(総督)としてオランダの統治にあたったアルトゥル・ザイス＝インクヴァルトとともにオランダで行われた激しいユダヤ人狩りに責任を負う。ラウターはオランダのユダヤ人を死の収容所へ移送させるまでの中継収容所としてオランダ北東にヴェステルボルク通過収容所、オランダ南部にヘルツォーゲンブッシュ通過収容所(de:KZ Herzogenbusch)（フュフト収容所）を設置させた。移送列車の確保にも尽力し、オランダ在住ユダヤ人の移送を強力に推し進めた。『アンネの日記』の著者アンネ・フランクもその犠牲者の一人となった。
ラウターは1942年9月24日にハインリヒ・ヒムラーに対して次のような報告書を書いている。
1945年3月6日の夜、乗用車で移動中のラウターと司令部スタッフは、偶然、ドイツ軍制服を着てパトロール隊に扮して、トラックをハイジャックしようとしたレジスタンスの検問を受けた。同乗者は全員射殺されたが、ラウター自身は死んだふりをして助かった。翌日、ドイツ軍パトロールにより救出され、病院にて療養生活を送ることになった。

### 戦後

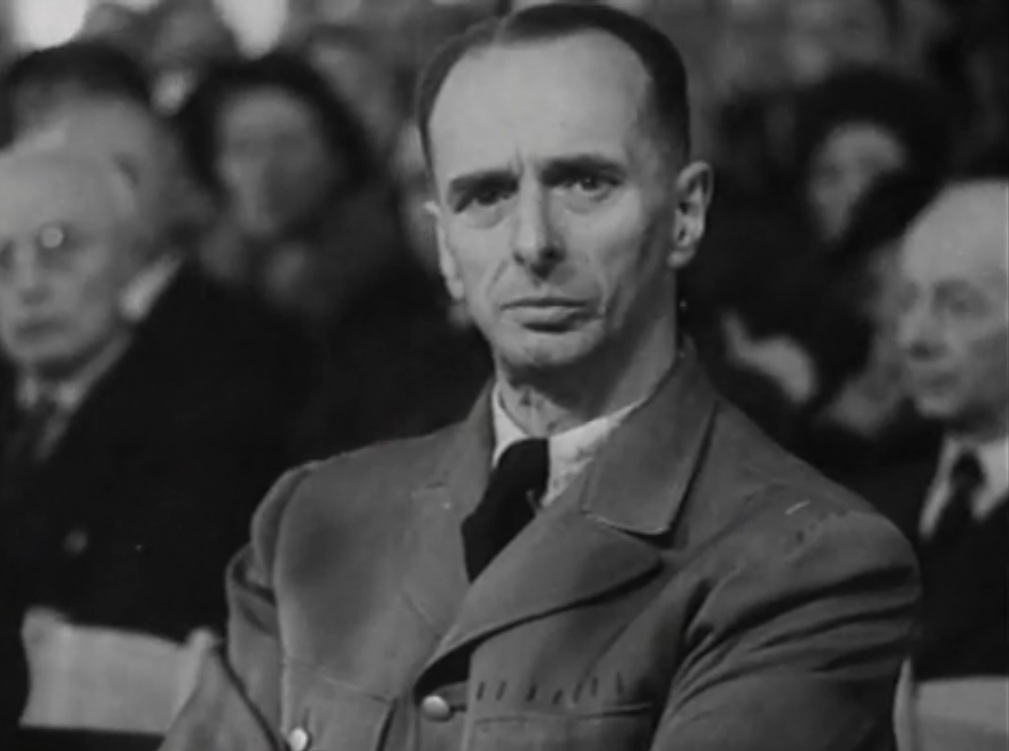
特別法廷でのラウター

終戦後、入院していた病院でイギリスの王立憲兵に拘束され、捕虜となっていたラウターはオランダ政府に引き渡され、戦争犯罪人として特別法廷にて裁判にかけられた。1949年1月12日に死刑判決を受け、3月25日にスヘフェニンゲンにおいて銃殺刑に処された。ラウターには5人の遺児がいた。

## 親衛隊階級
- 1935年2月20日、親衛隊上級大佐
- 1939年12月21日、親衛隊少将
- 1941年4月20日、親衛隊中将・警察中将
- 1943年6月21日、親衛隊大将・警察大将
- 1944年6月1日、武装親衛隊大将